# 1943 no teatro

## Nascimentos
| Data            | Nome                | Profissão                                  | Nacionalidade | Observações | Ref   |
| --------------- | ------------------- | ------------------------------------------ | ------------- | ----------- | ----- |
| 22 de Janeiro   | Marília Pêra        | atriz e diretora                           | Brasil        |             |       |
| 10 de fevereiro | Florbela Queirós    | atriz                                      | Portugal      |             |       |
| 22 de agosto    | Carlos Coutinho     | escritor, jornalista e dramaturgo          | Portugal      |             | [ 1 ] |
| 18 de Novembro  | Manuel António Pina | jornalista, poeta, dramaturgo e romancista | Portugal      |             |       |
| 25 de Dezembro  | Hanna Schygulla     | atriz                                      | Alemanha      |             |       |

## Mortes
| Data | Nome | Profissão | Nacionalidade | Observações | Ref |
| ---- | ---- | --------- | ------------- | ----------- | --- |